# ISDN-Karte

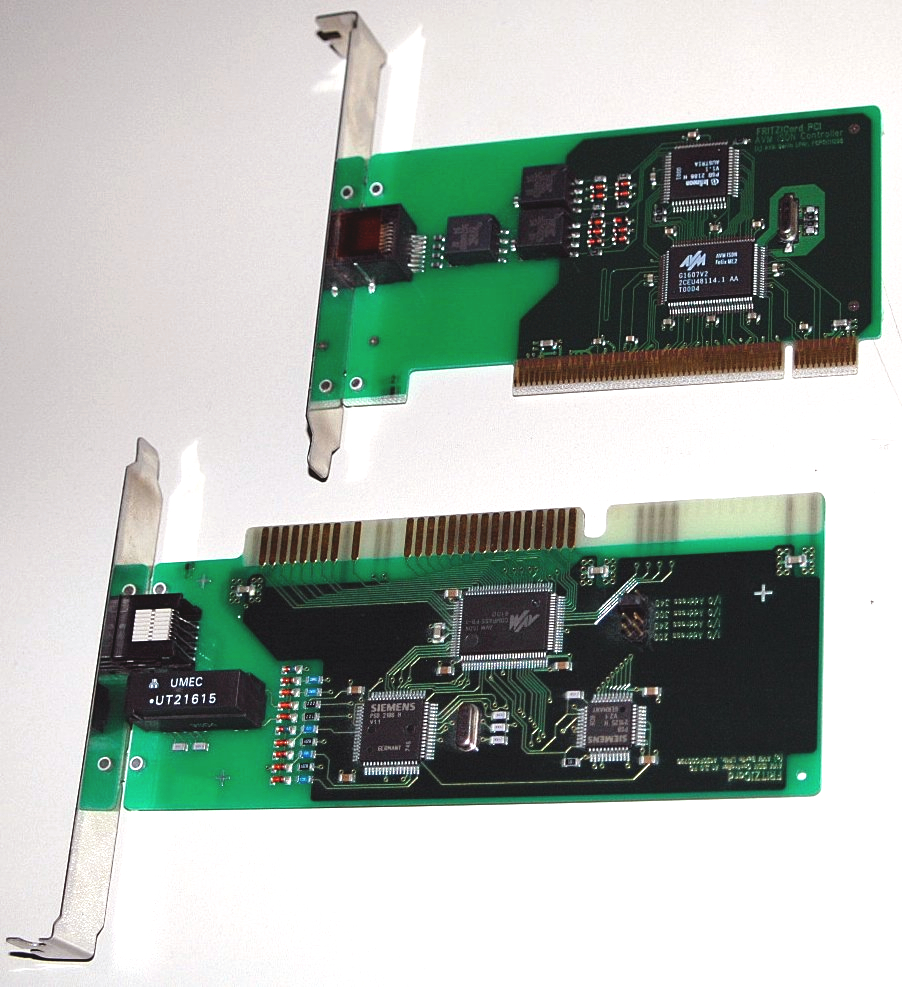
Passive ISDN-Karten, oben PCI, unten ISA

Eine ISDN-Karte ist eine Steckkarte für einen Computer, die seinen Systembus mit ISDN verbindet.
ISDN-Karten werden vorwiegend in Hosts von Routern eingesetzt, zum Beispiel für Telefonanlagen. Vor der Verbreitung von DSL und Local Area Networks waren sie auch in Personal Computern populär. Eine Software-Schnittstelle zu Anwendungsprogrammen bildet das CAPI.

## Aktive und passive ISDN-Karten
Aktive ISDN-Karten verfügen über einen Prozessor, der die Signalverarbeitung erledigt. Bei passiven ISDN-Karten übernimmt der Hauptprozessor des Computers diese Aufgabe. Solche ISDN-Karten sind ausschließlich für Personal Computer vorgesehen.

## Anschlussmöglichkeiten zum Computer
ISDN-Karten sind für verschiedene Anschlussvarianten verfügbar. Verbreiteter als herstellerspezifische Schnittstellen ist der Standard PCI; früher war es der Standard ISA.
Ausführungen nach dem PCMCIA-Standard haben ebenso wenig weite Verbreitung gefunden, wie dieselbe Technik in abgesetzten Gehäusen, die es seit der Einführung von USB gibt. Erstere haben in UMTS-Datenkarten einen Nachfolger gefunden, der tragbaren Geräten angemessener ist. Letztere wurden von der Entwicklung überholt, da die Technik auf den Hauptplatinen von preisgünstigen Routern integriert wurde.
Im Profibereich gibt es auch Geräte, die über eine oder mehrere serielle Schnittstellen oder über einen Seriellmultiplexer angesprochen werden.

## Anschlussmöglichkeiten zu ISDN
Der Anschluss der Karten an ISDN erfolgt in der Regel über RJ-45-Patchkabel. In einigen Fällen werden jedoch auch Spezialkabel verwendet, zum Beispiel SUB-D 9 auf RJ-Steckverbinder.
Neben einfachen Karten für einen Basisanschluss mit zwei Nutzkanälen sind Karten für mehrere Basisanschlüsse oder einen Primärmultiplexanschluss mit 30 Nutzkanälen verfügbar. Die Nutzkanäle von je 64 kbit/s können je nach Bedarf an Datenübertragungsrate gebündelt werden.

## Hersteller

### AVM
Die AVM GmbH ist ein deutscher Hersteller, der mit der A1-Card und der Fritz-Card bekannt wurde. Im Gegensatz zu diesen ist die B1-Card eine aktive ISDN-Karte. Anfang des 21. Jahrhunderts führte das Unternehmen auch noch ISDN-Karten für mehr als einen Basisanschluss.

### Cisco
Bei Herstellern von professionellen Routern wie Cisco gehören seit der Einführung von ISDN entsprechende Steckkarten zum Sortiment ihrer Schnittstellenmodule. Sie passen jedoch nur in die Geräte des jeweiligen Herstellers.

### Gerdes AG
Die 1989 gegründete Gerdes AG bietet mit der Produktlinie PrimuX ein breites Sortiment an ISDN-Karten für kleinste private bis anspruchsvollste professionelle Anwendungsbereiche. Verfügbar sind Adaptermodelle für 2 bis 120 Kanäle in den Versionen USB, PCI, PCI-Express, Compact-PCI, SIP oder auch VPX.

### HST
Die 1992 in Hamburg gegründete HST High Soft Tech GmbH vertreibt ISDN-Karten unter dem Namen Saphir.

### ITK / Digi International
Die Karten dieses Unternehmens stammen aus der Anfangszeit der ISDN-Nutzung. Nach der Übernahme durch Digi International verschwanden die ISDN-Produkte vom Markt. Heute findet man Digi International hauptsächlich im Profibereich und im Leitungs-/Anlagenbau.

### TELES AG
In den 1990er-Jahren war Teles Hersteller von ISDN-Produkten wie ISDN-Karten und ISDN-Terminaladapter sowie professioneller ISDN-Telefonanlagen. Im Jahr 2000 wurden Produktion, Vertrieb, Treibersoftware-Weiterentwicklung und Support eingestellt.

### Xircom
Xircom brachte Anfang der 1990er Jahre PCMCIA-Karten auf den Markt, die sowohl ISDN- als auch Modemfunktionalität besaßen. Später fügte man sogar noch eine Netzwerkkarte hinzu. Um den damit verbundenen „Kabelsalat“ zu verhindern, wurden alle Anschlüsse in einer Karte doppelter Bauhöhe integriert.

### ZyXEL
Mitte der 1990er Jahre entwickelte ZyXEL ein Modem, das über einen erweiterten AT-Befehlssatz neben analogen auch digitale (ISDN) Verbindungen aufbauen konnte. Dieses Gerät wurde, wie damals üblich, über einen gepufferten seriellen Port (RS-232) angeschlossen.